# Application Programming Interface
Pentru API-ul MediaWiki (software-ul folosit de Wikipedia), vezi mw:API

Interfețe pentru programarea (engleză APIs) standardizate peste mai multe sisteme de operare: codul sursă poate fi compilat cu succes, fără ajustări pentru sistemele respective.

Application Programming Interface (API) reprezintă un set de definiții de sub-programe, protocoale si unelte pentru programarea de aplicații si software. Un API poate fi pentru un sistem web, sistem de operare, sistem de baze de date, hardware sau biblioteci software. De exemplu, când este vorba despre interfața dintre programele de aplicație și sistemul de operare, acesta stabilește în amănunt modul în care programele de aplicație pot accesa (apela) serviciile sistemului de operare sub care rulează.

## Exemple de interfețe pentru programare

### Grafice
- OpenGL
- OpenVG
- EGL
- OpenCL
- OpenAL
- Direct3D
- Mantle⁠(d)
- OpenMP

### Altele
- DirectX pentru Microsoft Windows
- Cocoa si Carbon pentru Macintosh
- Server Application Programming Interface (SAPI)
- Simple DirectMedia Layer (SDL)
- Win32
- .NET
- Symfony pentru PHP
- Drupal API
- Django pentru Python
- EHLLAPI
- ODBC pentru Microsoft Windows

## Vezi și
- Document Object Model DOM
- Common Object RequestBroker Architecture (CORBA)
- Open API
- Plugin
- Software Development Kit
- Web3